# Andreas Kronthaler
Andreas Kronthaler, född 11 mars 1952 i Erl, död 14 mars 2025, var en österrikisk sportskytt.
Kronthaler blev olympisk silvermedaljör i luftgevär vid sommarspelen 1984 i Los Angeles.